# 1920年アントワープオリンピックのスイス選手団
1920年アントワープオリンピックのスイス選手団（1920ねんアントワープオリンピックのスイスせんしゅだん）は、1920年8月14日から9月12日にかけてベルギーのアントウェルペン州アントワープで開催された1920年アントワープオリンピックのスイス選手団、およびその競技結果。

## 概要
今大会は金メダル2個、銀メダル2個、銅メダル7個の合計11個のメダルを獲得した。

## メダル
| メダル | 選手名         | 競技                 | 種目                               |
| ------ | -------------- | -------------------- | ---------------------------------- |
| 金     | ロバート・ロス | レスリング           | 男子フリースタイルヘビー級         |
| 金     | [[]]           | ボート               | 男子舵つきフォア                   |
| 銀     | [[]]           | レスリング           | 男子フリースタイルヘビー級         |
| 銀     | [[]]           | ウエイトリフティング | 男子ライトヘビー級                 |
| 銅     | [[]]           | ボート               | 男子舵つきペア                     |
| 銅     | [[]]           | ウエイトリフティング | 男子フェザー級                     |
| 銅     | [[]]           | 射撃                 | 男子30mミリタリーピストル          |
| 銅     | [[]]           | 射撃                 | 男子300mミリタリーライフル伏射     |
| 銅     | [[]]           | 射撃                 | 男子30mミリタリーピストル団体      |
| 銅     | [[]]           | 射撃                 | 男子300m600mミリタリーライフル団体 |